# ابوسعد سمعانی
ابوسعد، عبدالکریم بن محمد سمعانی (۹ فوریه ۱۱۱۳ - دسامبر ۱۱۶۶م/۲۱ شعبان ۵۰۶- ربیع‌الاول ۵۶۲ ق) حافظ و محدث، فقیه شافعی، ادیب و تاریخ‌نگار برجستهٔ خراسانی ایرانی در سدهٔ ششم هجری/دوازدهم میلادی بود.

معروف‌ترین اثر او کتاب الانساب است که به انساب سمعانی مشهور است. وی در ۱۱۵۵میلادی به تألیف این مفصل پرداخت. اثر در هشت جلد تألیف شده و موضوع آن در باب انساب عرب می‌باشد. الانساب دارای ارزش تاریخی و جغرافیایی زیادی است، چون در زیر نام شخصیت‌های معروف مورد بحث توضیحات شرح حالی و مکان‌شناسی به دست می‌دهد. او این اطلاعات را در ضمن سفرهایش گرد آورد، چون در این اثنا، فضلای زیادی را به‌منظورهای مختلف ملاقات کرده بود. بیشتر از نظر ایران، ماوراءالنهر و آسیای مرکزی دارای ارزش است، چون در این مورد مهترین و غالباً یگانه مأخذ اطلاعات ماست. کتاب الانساب از طریق منتخبی از آن، به نام لباب، تألیف ابن اثیر یا از طریق منتخب دیگری به نام لُب‌ّاَللُباب تألیف سیوطی معروف شده است.
آثار دیگر او عبارتند از تاریخ مرو و همچنین تکمله‌ای بر تاریخ بغداد نوشت.

## استادان او
عایشه بنت فضل صوفی، رابعه اصفهانی، شکر اسفراینی، فاطمه سودرجانی، حورستی عیاضی، عبدالقادر گیلانی، ابوزید معزم، فاطمه فضل مروزی ظریفه طبریه، راضیه میهنیه، ام‌نجم اصفهانی، ابوالعلاء سهلوی، ابوالقاسم رملی، ابوالقاسم مالینی، ابوالقاسم ابریشمی، ابراهیم لفتوانی، ابواسحاق دواتی، ابواسحاق جاجرمی، ابواسحاق طاسبندی، ابوالقاسم صالحانی، ابوالقاسم طبری، ابوالقاسم صیدلانی، ابوسعد مؤذن، ابوعلی بیهقی.